# Barra degli indirizzi

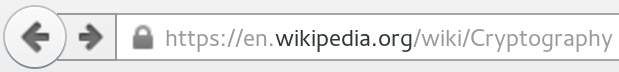
Barra degli indirizzi di Mozilla Firefox

In informatica una barra degli indirizzi è un controllo grafico (widget) tipicamente presente nei browser (ma non solo), che ha la doppia funzione di visualizzare l'URL corrente e di permettere l'inserimento (solitamente tramite digitazione) dell'URL che si vuole raggiungere. Possono essere intese come particolari implementazioni dei più generici combo box.
Nel tempo le funzionalità della barra si sono evolute inglobando la funzione di barra di ricerca sul web e di ricerca nella cronologia (ad esempio la «Barra degli indirizzi intelligente» di Firefox).

## Funzionalità
Non esistono delle realizzazioni standard delle address bar ma, oltre le caratteristiche base dalle comuni combo box, soprattutto nell'ambito dei web browser sono spesso presenti le seguenti funzionalità:
- Memorizzazione dell'URL inserito;
- Auto completamento dell'URL;
- Visualizzazione della Favicon dei siti web;
- Visualizzazione della cronologia[2] dei siti web;
- Visualizzazione del livello di pericolosità/sicurezza della pagina web che si sta visualizzando;
- Individuazione dei web feed, solitamente tramite la visualizzazione dell'icona RSS "".
- Cancellazione dell'URL inserito;
- Visualizzazione della percentuale di caricamento della pagina web.